# 1999 (singolo Prince)
1999 è un singolo del cantante e musicista statunitense Prince, pubblicato il 24 settembre 1982 dalla Warner Bros. Records ed estratto dall'omonimo album 1999.
Negli USA la canzone raggiunse il 12º posto nella classifica Billboard Hot 100, mentre nel gennaio 1985, riedita in doppio lato A con Little Red Corvette, arrivò al secondo posto nel Regno Unito. Nel 1999 è stata nuovamente incisa per l'EP 1999: The New Master e distribuita come singolo. La rivista Rolling Stone la classifica alla posizione numero 339 nella propria lista delle migliori 500 canzoni.

## Descrizione
La canzone combina influenze funk e pop con una marcata presenza di sintetizzatori ed altri effetti sonori. Il testo è ispiratato alla profezia di Nostradamus che prevedeva la fine del mondo per il 1999.

## Video musicale
Il video 1999 fu diretto da Bruce Gowers e mostra Prince con la sua band durante un concerto. Il cantante appare sul palco dall'alto, planando su un palo da pompiere, indossando un lungo cappotto viola scintillante.

## Tracce
7"
1. 1999
2. How Come U Don't Call Me Anymore?

12" UK
1. 1999
2. D.M.S.R.

CD (1999)
1. 1999
2. Uptown
3. Controversy
4. Dirty Mind
5. Sexuality

## Classifiche

### Classifiche settimanali
| Classifica (1982/83)                  | Posizione massima |
| ------------------------------------- | ----------------- |
| Australia                             | 2                 |
| Belgio (Fiandre)                      | 8                 |
| Canada                                | 9                 |
| Irlanda                               | 21                |
| Nuova Zelanda                         | 4                 |
| Paesi Bassi                           | 14                |
| Regno Unito                           | 25                |
| Stati Uniti                           | 12                |
| Stati Uniti (dance club)              | 1                 |
| Stati Uniti (R&B)                     | 4                 |
| Classifica (1985)                     | Posizione massima |
| Irlanda (con Little Red Corvette)     | 3                 |
| Regno Unito (con Little Red Corvette) | 2                 |

### Classifiche di fine anno
| Classifica (1983)                     | Posizione |
| ------------------------------------- | --------- |
| Australia                             | 16        |
| Nuova Zelanda                         | 37        |
| Stati Uniti                           | 41        |
| Classifica (1985)                     | Posizione |
| Regno Unito (con Little Red Corvette) | 30        |

### Riedizione del 1999
| Classifica (1999)       | Posizione massima |
| ----------------------- | ----------------- |
| Australia               | 28                |
| Belgio (Fiandre)        | 29                |
| Francia                 | 32                |
| Germania                | 75                |
| Irlanda                 | 18                |
| Paesi Bassi             | 31                |
| Regno Unito             | 10                |
| Stati Uniti             | 40                |
| Stati Uniti (adult pop) | 33                |
| Stati Uniti (pop)       | 36                |
| Stati Uniti (rhythmic)  | 13                |